# Klášter Madeleine de Traisnel
Klášter Madeleine de Traisnel (francouzsky Couvent de la Madeleine de Traisnel) je bývalý klášter v Paříži. Nachází se v ulici Rue de Charonne č. 100 v 11. obvodu. Jeho budova je od roku 1990 chráněna jako historická památka.

## Historie
V roce 1142 založil kněz Gondri náboženskou komunitu v Traisnelu v Champagne. Během náboženských válek opustili duchovní původní region a v roce 1629 se usídlili v Melunu. Ale už v roce 1652 přesídlili do Paříže, kde zakoupili pozemek ma předměstí Saint-Antoine. Dne 20. dubna 1664 královna Anna Rakouská položila základní kámen kaple a věnovala 9000 liber na její stavbu. K významným podporovatelům a mecenášům kláštera patřil strážce královské pečeti Marc-René d'Argenson (1652–1721), který nechal postavit nové budovy a vyzdobit kapli. Stavbu vedl architekt Jean-Sylvain Cartaud.
V roce 1790 byl klášter zrušen a jeho budovy byly zkonfiskovány jako národní majetek. V roce 1801 zde vznikla přádelna firmy Richard-Lenoir, která sídlila i v protějším klášteru Bon-Secours.
Tři původní budovy ze 17. století zůstaly zachovány a jsou včetně sklepů od roku 1990 chráněny jako historická památka.

## Odkaz v literatuře
Klášter je zmíněn i v literatuře. Objevuje se v historickém románu Alexandra Dumase Rytíř Harmental z roku 1843 a také v románu Parfém: Příběh vraha německého spisovatele Patricka Süskinda, jehož hlavní hrdina Jean-Baptiste Grenouille v dětství procházel ulicí Rue de Charonne.